# Lipotriches yasumatsui
Lipotriches yasumatsui är en biart som först beskrevs av Hirashima 1961.  Lipotriches yasumatsui ingår i släktet Lipotriches och familjen vägbin. Inga underarter finns listade i Catalogue of Life.